# Mallosia scovitzi
Mallosia scovitzi là một loài bọ cánh cứng trong họ Cerambycidae.